# 在日オーストリア人
在日オーストリア人（ざいにちオーストリアじん）は、日本に一定期間在住するオーストリア国籍の人々である。

## 統計
日本の法務省の在留外国人統計によると、2021年6月末時点で在日オーストリア人は552人である。
在留資格別（6位まで）
| 順位 | 在留資格                 | 人数 |
| ---- | ------------------------ | ---- |
| 1    | 永住者                   | 215  |
| 2    | 日本人の配偶者等         | 080  |
| 3    | 技術・人文知識・国際業務 | 074  |
| 4    | 特定活動                 | 033  |
| 5    | 家族滞在                 | 030  |
| 6    | 留学                     | 027  |

都道府県別（5位まで）
| 順位 | 都道府県 | 人数 |
| ---- | -------- | ---- |
| 1    | 東京     | 254  |
| 2    | 神奈川   | 065  |
| 3    | 千葉     | 030  |
| 4    | 大阪     | 027  |
| 5    | 埼玉     | 018  |

## 著名人
- ルートヴィヒ・アルムブルスター
- ハンス・カン
- ミハイロ・ペトロヴィッチ
- ランコ・ポポヴィッチ
- イビチャ・オシム - 2000年代に、Jリーグジェフ千葉やサッカー日本代表の監督を務めた。ボスニア・ヘルツェゴビナ出身だが、グラーツ（オーストリア）に自宅があり[3]、オーストリア国籍を取得している[4]。